# Солоданюк, Алексей Юрьевич
Алексей Юрьевич Солоданюк (укр. Олексій Юрійович Солоданюк; 5 сентября 1996, Вишнёвка — 23 августа 2023, Работино) — украинский военнослужащий, старший лейтенант, участник российско-украинской войны. Герой Украины (2025, посмертно).

## Биография
Родился в селе Вишнёвка Винницкой области. Впоследствии вместе с семьёй переехал в Черкасскую область, где проживал в сёлах Заречье и Склименцы. Образование получил в Зареченской общеобразовательной школе и Корсунь-Шевченковском лицее.
Окончил Национальный технический университет Украины «Киевский политехнический институт имени Игоря Сикорского», обучаясь на кафедре технологий производства летательных аппаратов механико-машиностроительного института.
Во время студенческих лет принимал участие в Революции достоинства.
С началом полномасштабного вторжения России в Украину в марте 2023 года вступил в ряды Вооружённых сил Украины. Служил заместителем командира роты по вооружению в 65-й отдельной механизированной бригаде.
Погиб 23 августа 2023 года в районе села Работино Запорожской области, подорвавшись на мине при попытке укрыться от российского беспилотника. Похоронен в селе Склименцы Звенигородского района Черкасской области.

## Награды
- Звание «Герой Украины» с удостоением ордена «Золотая Звезда» (2 января 2025, посмертно) — за личное мужество и героизм, проявленные в защите государственного суверенитета и территориальной целостности Украины, верность военной присяге[1].